# Barahna glenelg
Barahna glenelg är en spindelart som beskrevs av Davies 2003. Barahna glenelg ingår i släktet Barahna och familjen Stiphidiidae.
Artens utbredningsområde är Victoria, Australien. Inga underarter finns listade.